# Здание Министерства сельского хозяйства и продовольствия Республики Беларусь
Здание Министерства сельского хозяйства и продовольствия Республики Беларусь — историческое здание середины XX века в Минске, памятник архитектуры (номер 713Г000072). Расположено по адресу: улица Кирова, дом 15.

## История
Здание построено в 1952 году по проекту архитектора П. Иванова для размещения Министерства сельского хозяйства БССР (с 1986 года — Государственный агропромышленный комитет Белоруссии, с 1991 года — Министерство сельского хозяйства и продовольствия Республики Беларусь). В 1974 году фасады частично перепроектированы архитектором В. М. Вараксиным, а интерьеры — Г. В. Заборским.

## Архитектура
Здание возведено в стиле сталинского неоклассицизма. Здание четырёхэтажное, с высоким цокольным этажом (боковые пристройки пятиэтажные). Главный фасад оформлен рядом массивных полуколонн на всю высоту здания. На высоту двух этажей стены фасада рустованы. Развитый антаблемент имеет зубчатую форму, повторяя массивные базы колонн, высота которых более 2 метров. Крупный выдающийся карниз поддерживают кронштейны в виде волют. В центре фасада размещён рельефный герб БССР. Внутри здание имеет коридорную планировку с двусторонним расположением помещений. Лестничные холлы отделаны колоннами и пилястрами, потолки украшают лепные розетки. Большой двусветный зал заседаний находится в средней части здания, между внутренними дворами. Его стены расчленены плоскими пилястрами с арочным поясом, а подвесной потолок оформлен лепным орнаментом с чередованием восьмиугольных и квадратных элементов.